# VIS-Zugangsgesetz
Das deutsche VIS-Zugangsgesetz (VISZG) bestimmt die Behörden, die Zugang zum Visa-Informationssystem der Europäischen Union haben und benennt die Straftaten, die einen Zugang rechtfertigen.

## Gliederung
Das Gesetz hat folgende Gliederung:
- § 1 Unmittelbare Anwendbarkeit
- § 2 Zugangsberechtigte Behörden und zentrale Zugangsstellen
- § 3 Terroristische und sonstige schwerwiegende Straftaten
- § 4 Datenschutzkontrolle
- § 5 Protokollierung
- § 6 Inkrafttreten

## Inhalt
In § 1 VISZG werden die Bestimmungen des Beschlusses 2008/633/JI des Rates vom 23. Juni 2008 für anwendbar erklärt. Das Gesetz regelt in § 1 VISZG die zugangsberechtigten Stellen. Der Zugang darf gemäß § 3 VISZG nur zum Zwecke der Verhütung, Aufdeckung und Ermittlung terroristischer und sonstiger schwerwiegender Straftaten erfolgen. Dies stellt eine Eingriffsermächtigung dar. Die Datenschutzkontrolle obliegt gemäß § 4 VISZG dem Bundesbeauftragten für den Datenschutz und die Informationsfreiheit bzw. den Datenschutzbeauftragten der Länder. § 5 VISZG bestimmt, dass jede Abfrage und Übermittlung von Daten durch das Bundesverwaltungsamt protokolliert wird.
Das Gesetz trat gemäß § 6 VIZSG erst über vier Jahre nach Verkündung, am 1. September 2013, in Kraft; an dem Tage, ab dem der Beschluss 2008/633/JI vom 26. Juni 2008 nach seinem Artikel 18 Abs. 2 gilt. Das Bundesministerium des Innern gab den Tag des Inkrafttretens am 8. August 2013 im Bundesgesetzblatt bekannt. Diese ungewöhnliche Regelung koppelte das Inkrafttreten indirekt an die Betriebsbereitschaft des Visa-Informationssystems.

### Zugriffsbehörden
Folgende deutsche Visabehörden sind zugriffsberechtigt:
- Bund
  - Auswärtiges Amt
  - Bundespolizeipräsidium
  - Bundesamt für Migration und Flüchtlinge
- Länder
  - die 16 Innenressorts der Länder
  - Die Senatorin für Soziales, Kinder, Jugend und Frauen der Freien Hansestadt Bremen
  - Ministerium für Familie, Frauen, Jugend, Integration und Verbraucherschutz Rheinland-Pfalz
  - Ministerium für Justiz, Europa, Verbraucherschutz und Gleichstellung des Landes Schleswig-Holstein

Zudem sind zahlreiche deutsche Sicherheitsbehörden zugriffsberechtigt. Dazu zählen:
- Bund
  - Nachrichtendienste des Bundes
    - Bundesnachrichtendienst
    - Bundesamt für Verfassungsschutz
    - Militärischer Abschirmdienst

  - Bundeskriminalamt
  - Bundespolizeidirektionen und -inspektionen
  - Zollkriminalamt
- Länder
  - Landesbehörden für Verfassungsschutz
  - Landeskriminalämter,
  - weitere Landespolizeibehörden
  - Staatsanwaltschaften

### Terroristische und sonstige schwerwiegende Straftaten
Zugang zum Visa-Informationssystem wird gem. § 3 VISZG insbesondere gewährt zur Bekämpfung terroristischer Vereinigungen im In- und Ausland, von schweren staatsgefährdenden Gewalttaten, Terrorismusfinanzierung sowie Landesverrat und Gefährdung der äußeren Sicherheit.